# XA-21 (航空機)
ステアマン XA-21
ステアマン XA-21（オリジナルの流線形の機首）
- 用途：地上攻撃機
- 製造者：ステアマン・エアクラフト
- 運用者：アメリカ陸軍航空隊
- 初飛行：1938年
- 生産数：1機
- 運用状況：試作のみ

ステアマン XA-21（Stearman XA-21、社内名称：モデル X-100）は、ステアマン・エアクラフトの試作機。アメリカ陸軍航空隊向けの双発攻撃機の競作に参加した。後にこの競作からダグラス A-20 ハヴォック、マーチン A -22 メリーランドとノースアメリカン B-25 ミッチェルが生まれた。

## 設計と開発
陸軍航空隊に納入されてからXA-21と命名されたX-100は全金属製の双発、高翼配置の単葉機であり、第二次世界大戦期のほとんどのドイツ空軍の爆撃機によく似た操縦士と爆撃手の双方を覆う流線型のガラス張りという通常の米国機とは異なったコクピット配置を採用していた。この配置は操縦士の前方視界を制限することが分かり、機体は通常の（段付き）機首とコクピット構造に改修された。この改修は性能には顕著な影響を与えなかったが、XA-21が量産されることはなかった。
XA-21の唯一の試作機のシリアルナンバーは「40-141」であった。

## 運用
アメリカ合衆国
- アメリカ陸軍航空隊

## 要目
(XA-21)　J. Baugherより
- 乗員：3名

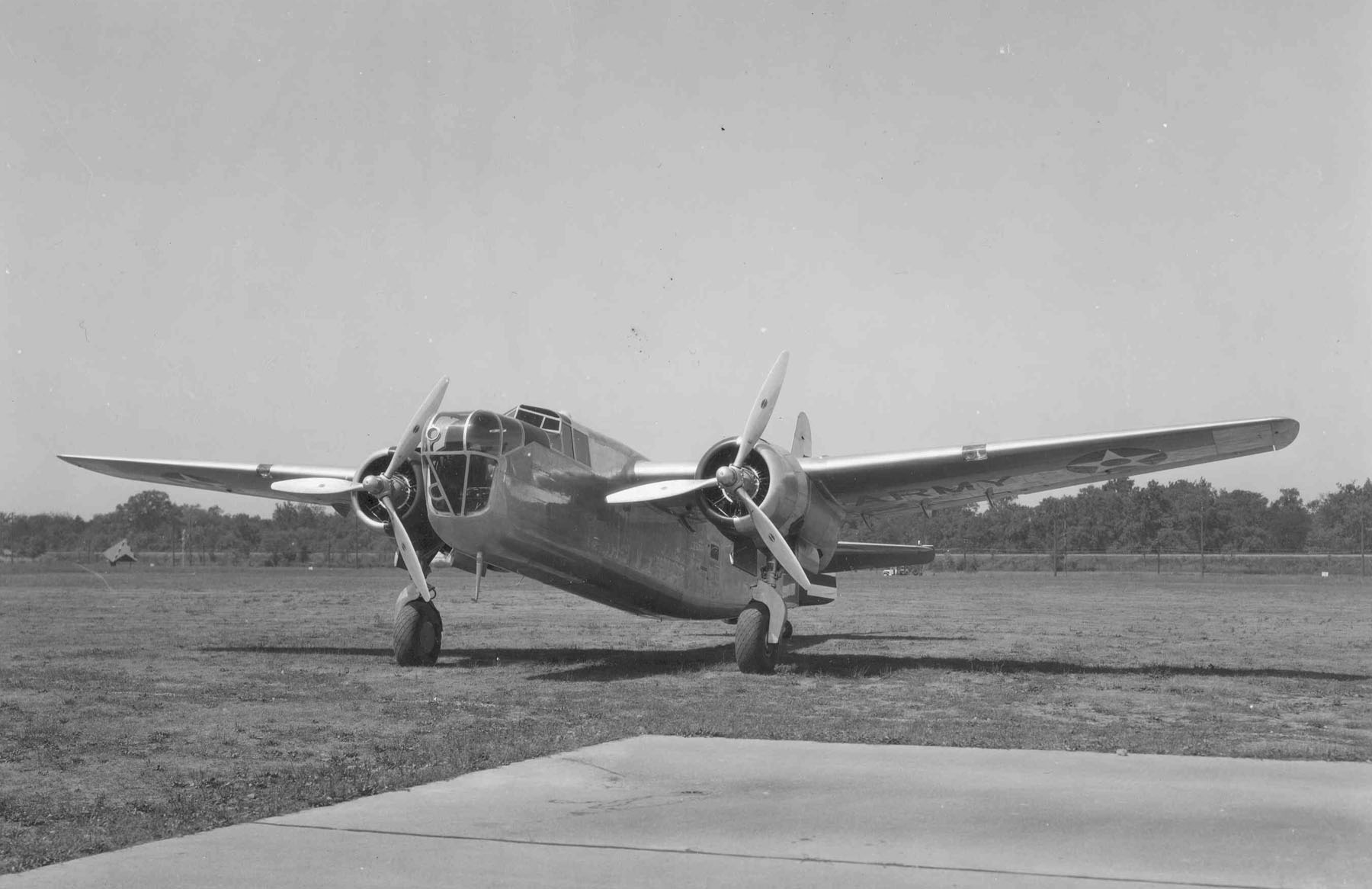
段付き機首に改修後

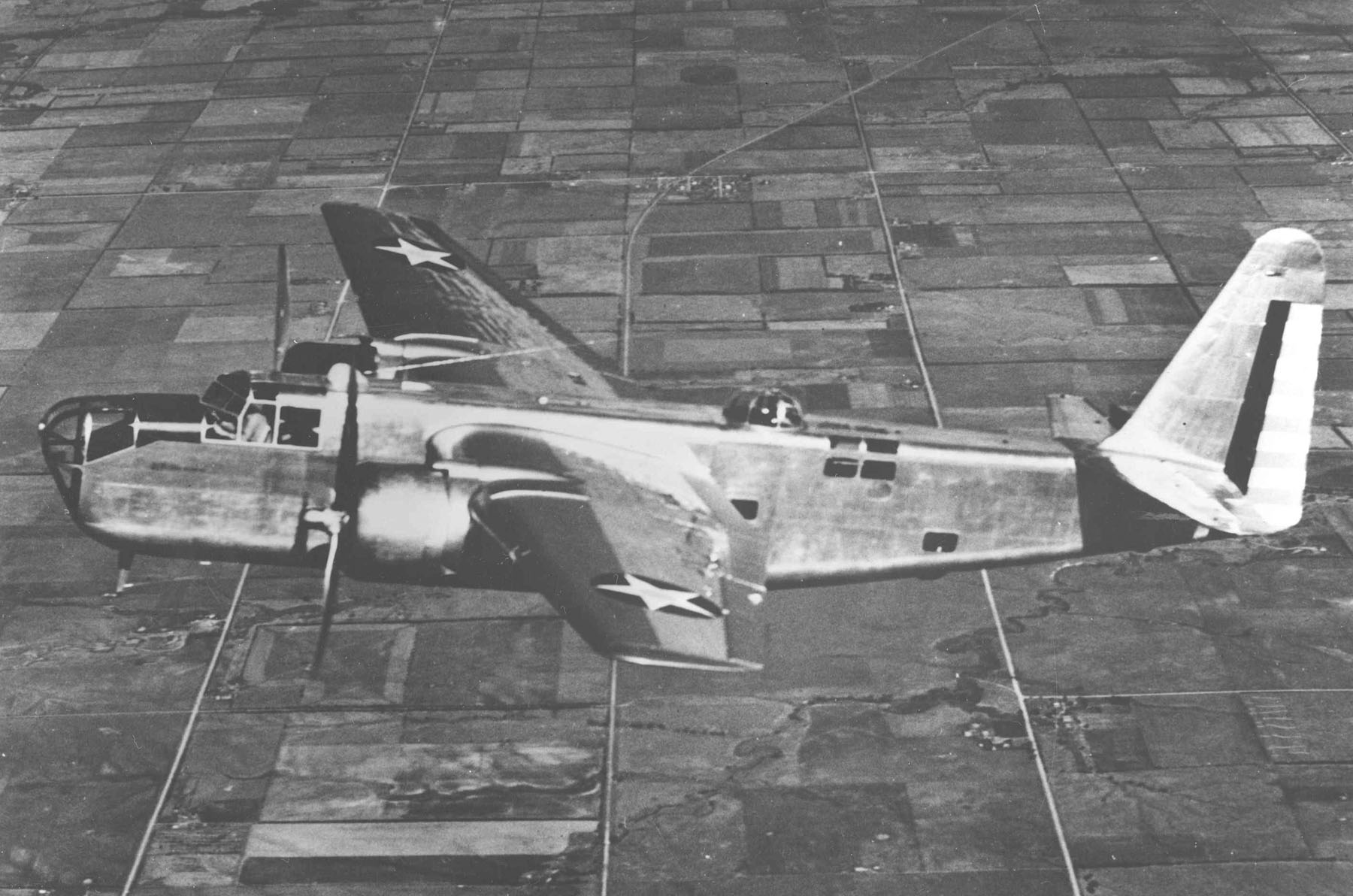
飛行中の試作機

- 全長：16.18 m (53 ft 1 in)
- 全幅：19.81 m (65 ft 0 in)
- 全高：4.32 m (14 ft 2 in)
- 翼面積：56.39 m2 (607 ft2)
- 翼面荷重：147 kg/m2 (30.0 lb/ft2)
- 空虚重量：5,789 kg (12,760 lb)
- 全備重量：8,269 kg (18,230 lb)
- 有効搭載重量：2,520 kg (5,560 lb)
- 馬力/重量：250 W/kg (0.15 hp/b)
- エンジン：2 × プラット・アンド・ホイットニー R-2180-7 星型エンジン、1,400 hp (1,030 kW)
- 最大速度：414 km/h (257 mph, 223 knots)
- 巡航速度：322 km/h (200 mph, 174 knots)

- 武装：
  - 機銃：
    - 4 × 主翼 0.30 in (7.62 mm) ブローニングM1919重機関銃
    - 1 × 機首 0.30 in 機関銃
    - 4 × 後方 0.30 in 機関銃

  - 爆弾：1,200 kg (2,700 lb)